# Товстодзьобка золотолоба
Товстодзьобка золотолоба (Pachycare flavogriseum) — вид горобцеподібних птахів родини шиподзьобових (Acanthizidae). Ендемік Нової Гвінеї. Це єдиний представник монотипового роду Золотолоба товстодзьобка (Pachycare).

## Таксономія і систематика
Таксономічне положення золотолобої товстодзьобки довгий час було неясне. Одні дослідники відносили її до родини свистунових (Pachycephalidae) чеоез яскраве забарвлення і виразний спів птаха, другі — до родини тоутоваєвих (Petroicidae), треті — до родини шиподзьобових, через те, що гнізда золотолобої товстодзьобки нагадували гнізда шиподзьобок. Врешті за результатами молекулярного дослідження золотолобу шиподзьобку було віднесено до родини шиподзьобових (Acanthizidae).

### Підвиди
Виділяють чотири підвиди:
- P. f. lecroyae Beehler & Prawiradilaga, 2010 (північ Нової Гвінеї);
- P. f. flavogriseum (Meyer, AB, 1874) (захід Нової Гвінеї);
- P. f. subaurantium Rothschild & Hartert, E, 1911 (центр Нової Гвінеї);
- P. f. subpallidum Hartert, E, 1930 (схід і південний схід Нової Гвінеї).

## Опис
Довжина птаха становить 13 см, вага 14-19 г. Верхня частина тіла темно-сіра, обличчя, груди, горло і живіт яскраво-жоовті. Темно-сіре тім'я від жовтого обличчя відділяє чорна смуга, яка проходить до плеч. Махові пера на крилах на кінці чорно-білі. Очі і дзьоб чорні, лапи рожеві. У самиць темна пляма на лобі більша. Молоді птахи нагадують самиць. 
Забарвлення підвидів дещо різниться. Представники підвиду P. f. subaurantium мають темнішу верхню частину тіла, їх груди мають орнажевий відтінок. Представники підвиду P. f. subpallidum мають блідішу верхню частину тіла, їх груди мають яскраво-жовтий відтінок. 

## Поширення і екологія
Золотолобі товстодзьобки є ендеміками Нової Гвінеї. Вони мешкають в гірських тропічних лісах на висоті 1600-1800 м над рівнем моря (однак трапляються і нижче, на висоті 400 м над рівнем моря).

## Раціон
Золотолобі товстодзьобки харчуються комахами та павуками, яких ловить в густих кронах дерев.

## Розмноження
Про репродуктивну поведінку золотолобих товстодзьобок відомо небагато. Птахи під час гніздування були помічені в серпні та жовтні, а яйця і пташенята в червні та листопаді. Гнідо кулеподібної форми з бічним фходом.